# Lithobius georgescui
Lithobius georgescui är en mångfotingart som beskrevs av Negrea och Matic 1973. Lithobius georgescui ingår i släktet Lithobius och familjen stenkrypare. Inga underarter finns listade i Catalogue of Life.